# Sadaf Asgari
Sadaf Asgari (persa: صدف عسگری; Teheran, 27 de setembre de 1997) és una actriu iraniana.
Va debutar com actriu principal de la ma de son tio Ali Asgari, a la pel·lícula Napadid Shodan, del 2017. Posteriorment apareixiria a Yalda, a Night for Forgiveness (2019) i Squad of Girls (2022). Ha guanyat el Premi Especial del Jurat de Curtmetratges al Festival de Cinema de Sundance el 2020 pel seu paper actuació a Exam.
El 2022 va guanyar el premi a millor actriu de la XXXVII edició de la Mostra de València, per la seua actuació a Ta Farda.